# Gene Vincent Rocks and the Blue Caps Roll
| Recensione | Giudizio |
| ---------- | -------- |
| AllMusic   |          |

Gene Vincent Rocks and the Blue Caps Roll è il terzo album discografico di Gene Vincent, pubblicato dalla casa discografica Capitol Records nel marzo del 1958.

## Tracce

### LP
Lato A
1. Brand New Beat – 2:28 (Joe Allison, Audrey Allison) – Registrato il 9 dicembre 1957 al Capitol Recording Studio, Hollywood, California
2. By the Light of the Silvery Moon – 2:01 (Ed Madden, Gus Edwards) – Registrato il 15 dicembre 1957 al Capitol Recording Studio, Hollywood, California
3. You'll Never Walk Alone – 2:33 (Richard Rodgers, Oscar Hammerstein II) – Registrato il 15 dicembre 1957 al Capitol Recording Studio, Hollywood, California
4. Frankie and Johnnie – 2:35 (Tradizionale, adattamento di Gene Vincent) – Registrato il 9 dicembre 1957 al Capitol Recording Studio, Hollywood, California
5. In My Dreams – 2:37 (Bernice Bedwell) – Registrato il 20 giugno 1957 al Capitol Recording Studio, Hollywood, California
6. Flea Brain – 2:02 (Bob Center) – Registrato il 9 dicembre 1957 al Capitol Recording Studio, Hollywood, California

Lato B
1. Rollin' Danny – 2:08 (Joe Steen, Paul Edwards) – Registrato il 19 giugno 1957 al Capitol Recording Studio, Hollywood, California
2. You Belong to Me – 2:24 (Pee Wee King, Redd Stewart, Chilton Price) – Registrato il 10 dicembre 1957 al Capitol Recording Studio, Hollywood, California
3. Your Cheatin' Heart – 2:09 (Hank Williams) – Registrato il 6 dicembre 1957 al Capitol Recording Studio, Hollywood, California
4. Time Will Bring You Everything – 2:12 (Gene Vincent, Paul Peak) – Registrato il 20 giugno 1957 al Capitol Recording Studio, Hollywood, California
5. Should I Ever Love Again – 2:45 (Edward Gates, H.M. Cockel) – Registrato il 9 dicembre 1957 al Capitol Recording Studio, Hollywood, California
6. It's No Lie – 1:59 (Otis Blackwell) – Registrato il 6 dicembre 1957 al Capitol Recording Studio, Hollywood, California

- Durata brani estratti dalle note su vinili originali pubblicati dalla Capitol Records (7C 064-82075 M)

### CD
Edizione CD del 1999, pubblicato dalla Magic Records (4992712)
1. Brand New Beat (Joe & Audrey Allison)
2. By the Light of the Silvery Moon (Gus Edwards, Ed Madden)
3. You'll Never Walk Alone (Richard Rodgers, Oscar Hammerstein III)
4. Frankie and Johnnie (Tradizionale, adattamento di Gene Vincent)
5. In My Dreams (Bernice Bedwell)
6. Flea Brain (Bob Center)
7. Rollin' Danny (Joe Steen, Paul Edwards)
8. You Belong to Me (Pee Wee King, Redd Stewart, Chilton Price)
9. Your Cheatin' Heart (Hank Williams)
10. Time Will Bring You Everything (Gene Vincent, Paul Peak)
11. Should I Ever Love Again (Edward Gates, H.M. Cockel)
12. It's No Lie (Otis Blackwell)
13. Wear My Ring (Version 5) (Bobby Darin, Don Kirshner) – Traccia bonus
14. Lotta Lovin' (Version 9) (Bernice Bedwell) – Traccia bonus
15. Dance to the Bop (Floyd Edge) – Traccia bonus
16. I Got It (Dick Glasser) – Traccia bonus
17. I Got a Baby (Charles Matthews) – Traccia bonus
18. Walkin' Home from School (Version 15) (Sylvester Bradford, Al Lewis) – Traccia bonus
19. Baby Blue (Version 7) (Gene Vincent, Bobby Jones) – Traccia bonus
20. True to You (Version 12) (Hefty Beale) – Traccia bonus
21. Yes I Love You Baby (Gene Vincent, Paul Peek, Max Lipscomb, Tommy Facenda) – Traccia bonus
22. Right Now (Sylvester Bradford, Al Lewis) – Traccia bonus

- Brani: Wear My Ring / Lotta Lovin' / I Got It, registrati il 19 giugno 1957
- Brani: Dance to the Bop e True to Love, registrati il 20 giugno 1957
- Brani: I Got a Baby / Right Now, registrati il 15 dicembre 1957
- Brani: Walkin' Home from School / Baby Blue, registrati il 6 dicembre 1957
- Brano: Yes I Love You Baby, registrato il 10 dicembre 1957

## Musicisti
Brand New Beat / Frankie and Johnnie / Flea Brain / Should I Ever Love Again
- Gene Vincent - voce
- Johnny Meeks - chitarra
- Max Lipscomb - chitarra ritmica, piano
- Bobby Lee Jones - contrabbasso
- Dickie Harrell - batteria
- Ken Nelson - produttore

By the Light of the Silvery Moon / You'll Never Walk Alone / I Got a Baby / Right Now
- Gene Vincent - voce
- Johnny Meeks - chitarra
- Max Lipscomb - chitarra ritmica, piano
- Bobby Lee Jones - contrabbasso
- Dickie Harrell - batteria
- Ken Nelson - produttore

In My Dreams / Time Will Bring You Everything / Dance to the Bop / True to You
- Gene Vincent - voce
- Johnny Meeks - chitarra
- Buck Owens - chitarra ritmica
- Bobby Lee Jones - contrabbasso
- Dickie Harrell - batteria
- Ken Nelson - produttore

Rollin' Danny / Wear My Ring / Lotta Lovin' / I Got It
- Gene Vincent - voce
- Johnny Meeks - chitarra
- Buck Owens - chitarra ritmica
- Bobby Lee Jones - contrabbasso
- Dickie Harrell - batteria
- Ken Nelson - produttore

You Belong to Me / Yes I Love You Baby
- Gene Vincent - voce
- Johnny Meeks - chitarra
- Max Lipscomb - chitarra ritmica, piano
- Bobby Lee Jones - contrabbasso
- Dickie Harrell - batteria
- Ken Nelson - produttore

Your Cheatin' Heart / It's No Lie / Walkin' Home from School / Baby Blue
- Gene Vincent - voce
- Johnny Meeks - chitarra
- Max Lipscomb - chitarra ritmica, piano
- Bobby Lee Jones - contrabbasso
- Dickie Harrell - batteria
- Ken Nelson - produttore[2]